# وادي المشط
وادي المشط هو وادي يقع جنوب مدينة حائل وينحدر من جبال أجا شرقا، ويٌسمى بوادي المشط لأنه يمر بجبل يطلق عليه جبل المشط وهذا الجبل له اسنان كالمشط، ويطلق عليه كذلك وادي شطيب لأنه يمر بمنطقة شطيب.